# Briqueta

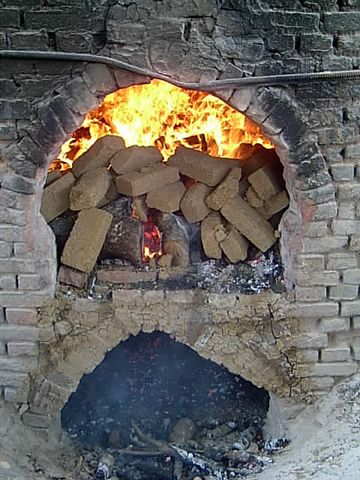
Bloque sólido combustible incinerándose para producir puzolana artificial.

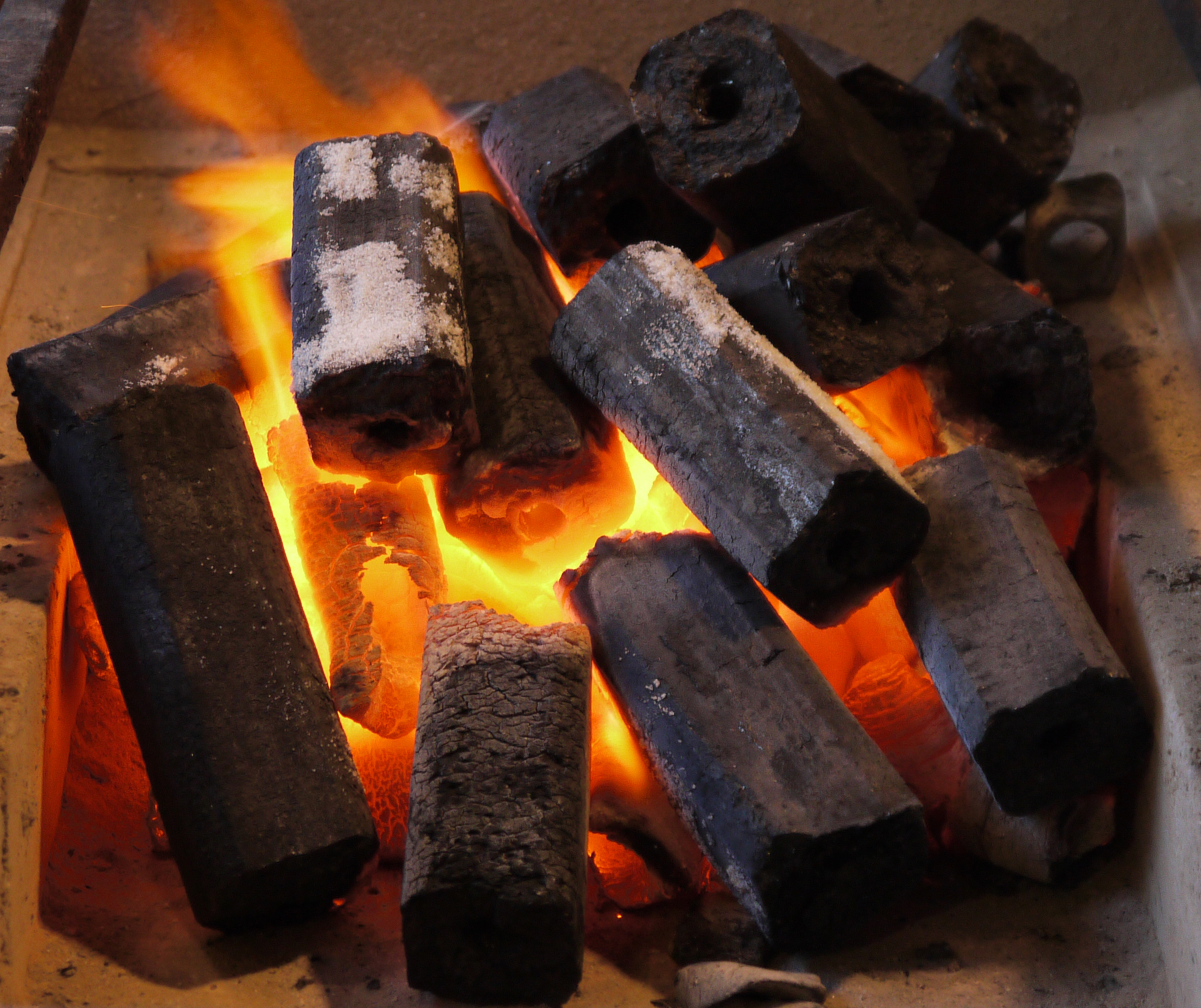
Ogatan, Los aglomerados del carbón de leña que los japoneses hicieron usando aserrín.

Las briquetas  o bloque sólido combustible son biocombustibles para generar calor utilizados en estufas, chimeneas, salamandras, hornos y calderas.
Es un producto 100 % ecológico y renovable, catalogado como bioenergía sólida, que viene en forma cilíndrica o de ladrillo y sustituye a la leña con muchas ventajas.
El término "briqueta" es un término confuso porque puede estar fabricada con diversos materiales compactados.
La materia prima de la briqueta puede ser biomasa forestal (procedente de aserraderos, fábricas de puertas, fábricas de muebles, fábricas de tableros de partículas, etc), biomasa residual industrial, biomasa residual urbana, carbón vegetal o simplemente una mezcla de todas ellas.
Generalmente están hechas con materia residual, como madera, cáscarilla de arroz, bagazo de caña de azúcar, residuos de pulpa de papel, papel, cáscara de coco, residuos de algodón, cartón, carbón, etc y se aglomeran con agua, aunque en algunos casos con otros residuos orgánicos.
Estas leñas compactadas son utilizadas para calefacción, para cocinar y para uso industrial como ladrillos, cal, cemento, metalurgias, secadores, tostadores y demás procesos que consumen grandes cantidades de madera.

## Composición
La briqueta más utilizada es la leña de serrín compactado, también conocida como leñetas, que no utilizan ningún tipo de aglomerante ya que la humedad y la propia lignina de la madera funcionan como pegamento natural.
Son 100 % naturales y ecológicas, ya que están hechas de desperdicios forestales tales como el serrín, viruta, astillas (chips), ramas, restos de poda, raleo fino, etc.
Los mismos son molidos, secados a un 10 % de humedad y luego se compactan para formar briquetas generalmente de formato cilíndrico o cuadrado.
Esta leña de serrín compactado posee mayor poder calorífico que la leña tradicional, encienden más rápido, no desprenden humos ni olores y su uso disminuye la tala de árboles.

## Ventajas de la leña de aserrín compactado sobre la leña

### Ventajas del producto
- Mayor poder calorífico
- Fácil y rápido encendido
- Baja humedad
- Alta densidad y menor espacio de almacenamiento
- Homogéneas
- Fácil manipulación
- Sin olores, humos ni chispas
- Menor porcentaje de cenizas

### Ventajas ambientales
- Bajas tasas de material particulado, solo desprende gases nocivos propios de una combustión
- Fuente renovable, fabricados con residuos forestales, CO2 neutro
- Sin conservantes, aglutinantes ni aditivos.
- Menos ceniza.

## Otros formatos
Otro tipo de combustible hecho a partir de desechos re-aprovechados son los pellets, en formato granulado.
Consta del mismo proceso que las briquetas, variando sólo el tamaño, siendo estos últimos más pequeños, logrando así que fluyan como granos permitiendo una dosificación práctica y automática.